# Saint-Clément-de-la-Place

Saint-Clément-de-la-Place este o comună în departamentul Maine-et-Loire, Franța. În 2009 avea o populație de 1,900 de locuitori.

## Personalități născute aici
- Léon Gaston Genevier (1830 - 1880), botanist, farmacist.